# Havana (Arkansas)
Havana è una città degli Stati Uniti d'America situata nello Stato dell'Arkansas, nella Contea di Yell.